# Hattersley
Hattersley är en ort i distriktet Tameside, i grevskapet Greater Manchester, i England. Orten hade 6 962 invånare år 2021. Hattersley var en civil parish från 1866 till 1936 då den blev en del av Longdendale och Hyde. Denna civil parish hade 280 invånare år 1931.